# Jacques-Barthélemy Micheli du Crest
Jacques-Barthélemy Micheli du Crest, né le 28 septembre 1690 à Genève et mort le 29 mars 1766 à Zofingue, est un physicien, cartographe, géodésien et homme politique genevois.

## Biographie
La famille Micheli avait émigré de Lucques en Toscane. Dès le milieu du XVIe siècle, elle possédait la seigneurie de Crest près de Jussy d'où les Micheli du Crest ont tiré leur nom. C'est dans cet environnement aristocratique qu'est né Jacques-Barthélemy. Dès l'âge de 23 ans, il devint capitaine d'une compagnie au service du roi de France et s'y fit remarquer comme constructeur de forteresses et comme ingénieur.

### Genève

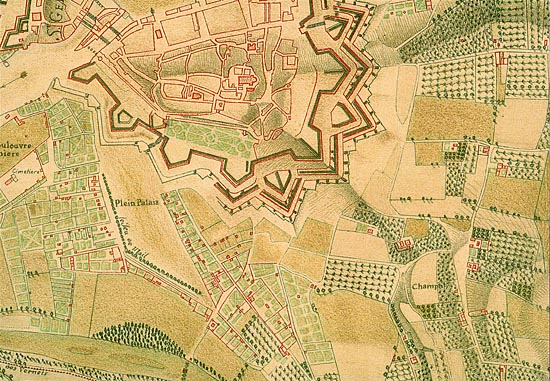
Plan de Genève par Micheli du Crest, 1730, détail.

En 1721 Micheli du Crest est élu au conseil des Deux-Cents, parlement de la République de Genève. Sa formation le porte à s'occuper de la politique de sécurité, et en particulier du projet de ceinture de fortifications autour de la ville dont il dresse, entre 1725 et 1726, un plan intitulé Geneva civitas. Les années suivantes, il critique violemment, en particulier dans différents écrits qu'il fait publier, le projet finalement retenu ainsi que l'incompétence des réalisateurs. Cette attitude le fait finalement exclure du Conseil en 1730 et le condamne à la confiscation de ses biens et à la privation de ses droits civiques. Il devient alors un opposant farouche au régime en place, défendant des valeurs démocratiques issues du Siècle des Lumières ; ces prises de positions lui apportent de nombreux soutiens mais également un très grand nombre d'ennemis parmi les dirigeants politiques. En 1734 une révolte menace d'éclater et il doit s'enfuir en France pour ne pas être décapité. La sentence fut exécutée en 1735 mais symboliquement et en effigie.

### Fuite et exil
Après avoir de nouveau servi pendant peu de temps dans l'armée française, Micheli du Crest, qui était un élève d'Étienne Jallabert, s'installe à Paris, où il se consacre aux études scientifiques et plus particulièrement à la mise au point du thermomètre. Dans ce but il correspond avec des savants comme René-Antoine Ferchault de Réaumur et Pierre Louis Moreau de Maupertuis, jusqu'à ce que ses prises de positions politiques ne lui fassent perdre le soutien de ses amis français. Il doit à nouveau partir et passe les années 1744–1746 à chercher de l'aide à Zurich, Berne, Bâle, Strasbourg et Neuchâtel. C'est dans ce dernier endroit où il s'est réfugié que, malade et épuisé, il est arrêté et installé provisoirement à l'hôpital de l'Île à Berne.

### Aarburg
De 1746 jusqu'à trois mois avant sa mort, il doit supporter la détention. Après un premier emprisonnement à la forteresse d'Aarbourg, il est à nouveau transféré, à sa demande et sous des conditions très strictes, à l'hôpital de l'Île où il reste quelques mois. En juillet 1749, il est mis en cause dans la conspiration de Henzi menée par le capitaine Samuel Henzi contre les autorités de Berne ; alors que les trois meneurs sont exécutés immédiatement, Micheli du Crest est renvoyé comme prisonnier politique à la forteresse d'Aarburg.

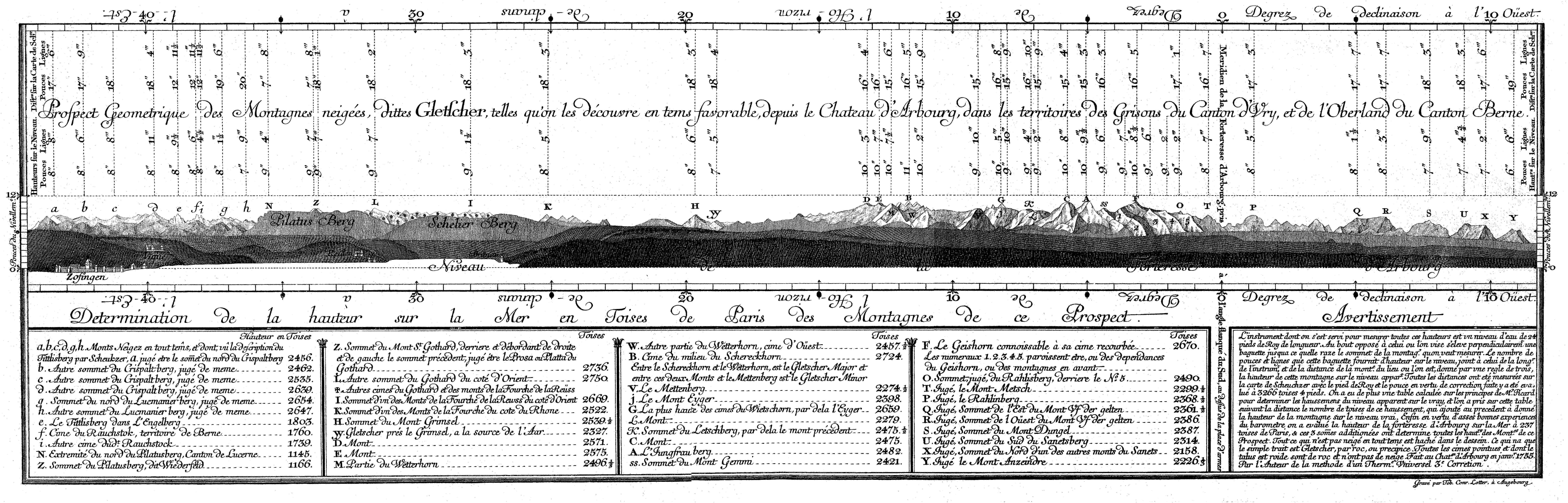
Panorama des Alpes par Micheli du Crest, 1755.

Pendant sa deuxième détention au château d'Aarburg, il s'occupe tout d'abord à nouveau de mesures barométriques avant d'élargir son intérêt aux questions de nivellement que sa situation ne permet cependant pas d'approfondir. Entre 1754 et 1755, il se consacre à dessiner le panorama des Alpes depuis l'Aarburg. Prisonnier, il se heurte cependant à des problèmes particuliers pour mesurer les distances et les hauteurs des montagnes ; pour les identifier par leurs noms, il s'aide de la carte de la Suisse établie à l'époque par Johann Jakob Scheuchzer et se fait conseiller par correspondance par Albrecht von Haller, mais sans grand succès. En 1755 il fait graver sur cuivre son panorama sous le titre de « Prospect géométrique des montagnes neigées par Tobias Conrad Lotter ».
Fort affaibli, il est libéré à la fin de 1765 sur les instances de son neveu et se retire dans la ville voisine de Zofingue où il meurt peu après. Micheli du Crest ayant été soumis à un traitement particulièrement sévère par le commandant de la forteresse durant ses dernières années de captivité, on ne connait aucun autre travail scientifique datant de cette période.

### Valeur de son œuvre
Micheli du Crest était un pionnier à bien des égards. En politique, il avait manifestement des vues démocratiques, conformes à celles des Lumières, et qui ne devaient se réaliser qu'un demi-siècle plus tard, au cours de la Révolution française. Dans le domaine de la géodésie, ses conceptions pour le nivellement de la Suisse étaient en avance d’un siècle. Son panorama des Alpes est considéré comme le premier panorama scientifique de montagne.

## Œuvres
- Prospect géométrique des montagnes neigées [Kartenmaterial], Lotter, Augsburg, 1755.